# Klasika Primavera 2016
La 62ª Klasika Primavera se disputó el domingo 10 de abril de 2016, por el recorrido habitual de esta carrera sobre un trazado de 171,5 kilómetros.
La prueba perteneció al UCI Europe Tour 2016 de los Circuitos Continentales UCI, dentro de la categoría 1.1.
Participaron 14 equipos. El único equipo español de categoría UCI ProTeam (Movistar Team); el único de categoría Profesional Continental (Caja Rural-Seguros RGA); y los 2 de categoría Continental (Burgos-BH y Euskadi Basque Country-Murias). En cuanto a representación extranjera, estuvieron 10 equipos: el Profesional Continental del ONE Pro Cycling y los Continentales del Sporting Clube de Portugal/Tavira, Inteja-MMR Dominican Cycling Team, Lokosphinx, Louletano-Hospital Loulé-Jorbi, Massi-Kuwait Cycling Project, Manzana Postobón Team, W52-FC Porto-Porto Canal, Dare 2B y Radio Popular-Boavista. Formando así un pelotón de 109 ciclistas, con 8 corredores cada equipo excepto el Dare Gobik que compitió con 5, de los que acabaron 85.
El ganador final fue Giovanni Visconti. En las otras clasificaciones secundarias se impusieron Gorka Izagirre (montaña) y Dmitry Strakhov (sprints especiales).

## Clasificación final
| \| Posición \| Ciclista \| Equipo \| Tiempo \| \| -------- \| ------------------ \| ----------------------------- \| --------------- \| \| 1. \| Giovanni Visconti \| Movistar \| 3 h 56 min 44 s \| \| 2. \| Gorka Izagirre \| Movistar \| m.t. \| \| 3. \| Sergio Pardilla \| Caja Rural-Seguros RGA \| m.t. \| \| 4. \| Alejandro Valverde \| Movistar \| m.t. \| \| 5. \| Sergey Shilov \| Lokosphinx \| a 1 min 33 s \| \| 6. \| Carlos Barbero \| Caja Rural-Seguros RGA \| m.t. \| \| 7. \| Aritz Bagües \| Euskadi Basque Country-Murias \| m.t. \| \| 8. \| Pello Bilbao \| Caja Rural-Seguros RGA \| m.t. \| \| 9. \| Karol Domagalski \| One Pro \| m.t. \| \| 10. \| Dmitriy Sokolov \| Lokosphinx \| m.t. \| |                    |                               |                 |
| Posición | Ciclista           | Equipo                        | Tiempo          |
| 1. | Giovanni Visconti  | Movistar                      | 3 h 56 min 44 s |
| 2. | Gorka Izagirre     | Movistar                      | m.t.            |
| 3. | Sergio Pardilla    | Caja Rural-Seguros RGA        | m.t.            |
| 4. | Alejandro Valverde | Movistar                      | m.t.            |
| 5. | Sergey Shilov      | Lokosphinx                    | a 1 min 33 s    |
| 6. | Carlos Barbero     | Caja Rural-Seguros RGA        | m.t.            |
| 7. | Aritz Bagües       | Euskadi Basque Country-Murias | m.t.            |
| 8. | Pello Bilbao       | Caja Rural-Seguros RGA        | m.t.            |
| 9. | Karol Domagalski   | One Pro                       | m.t.            |
| 10. | Dmitriy Sokolov    | Lokosphinx                    | m.t.            |